# Rohrmelkanlage

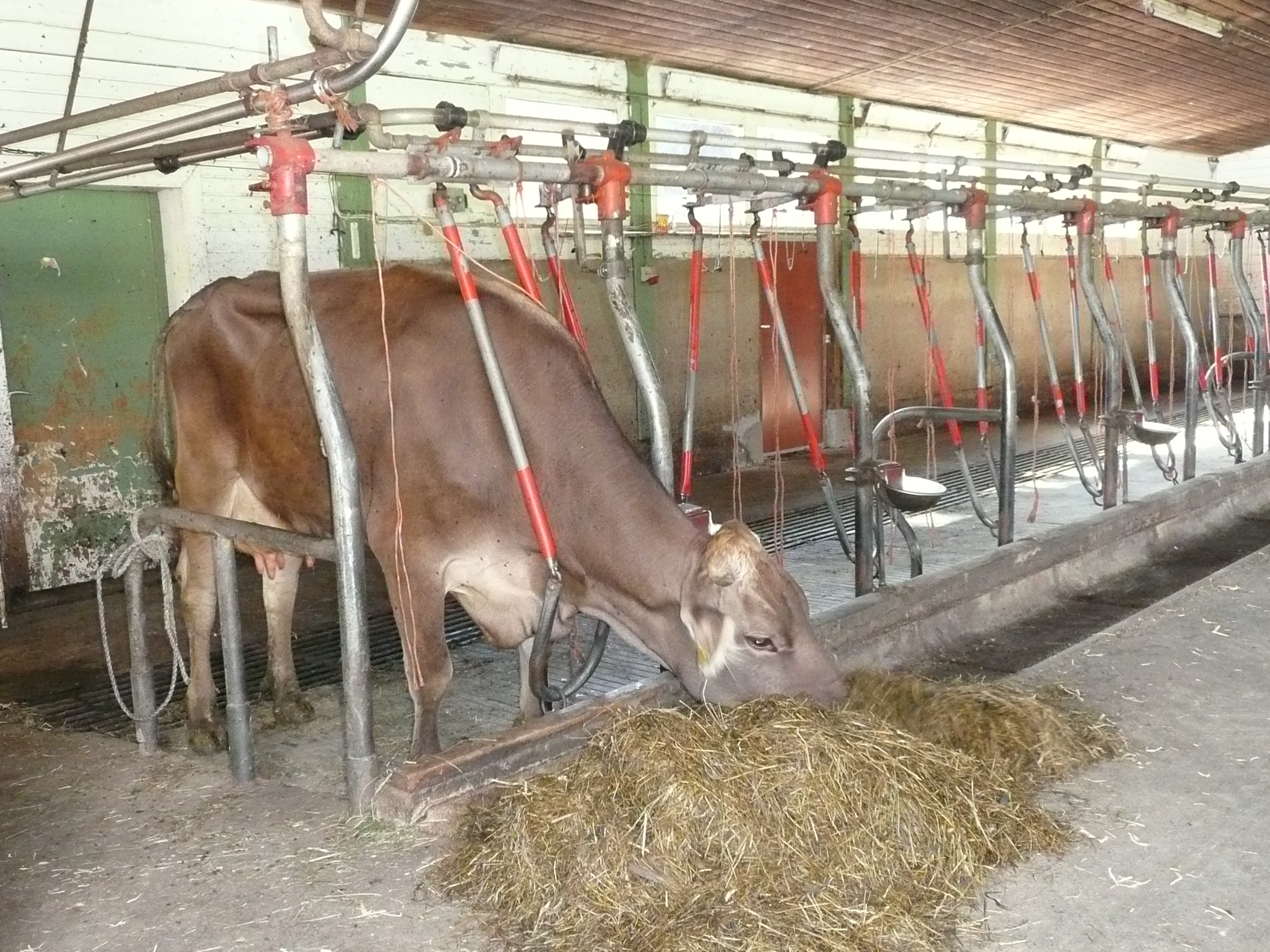
Anbindestall mit Rohrmelkanlage

Rohrmelkanlagen waren in den 1960er und 1970er Jahren ein Fortschritt in der Milchviehhaltung, bevor sie von Melkständen abgelöst wurden.

## Verbreitung
Heute werden sie nur noch in kleineren Beständen eingesetzt. In Deutschland werden schon seit Jahren keine Rohrmelkanlagen gebaut und auch nicht im landwirtschaftlichen Investitionsförderprogrammen gefördert. 

## Verfahrensvorteile
Die Vorteile waren im Vergleich zur Eimermelkanlage eine bessere Arbeitsproduktivität und bessere Hygiene der Milch, da diese nicht mehr mit der Stallluft in Berührung kam.

## Technik
Rohrmelkanlagen werden in Anbindeställen genutzt. Diese sind dazu mit festen Milch- und Vakuumleitungen ausgestattet. Das Melkwerkzeug wird dabei von Kuh zu Kuh getragen und dort an die Leitungen angeschlossen. Die Milch wird nun vom Melkzeug in die Milchleitung gesaugt und von  dort in den Milchabscheider. Hier wird die Milch gesammelt. Der letzte Weg führt die Milch von dort in den Milchbehälter, wo sie auf höchstens 8 °C (bei zweitägiger Abholung 6 °C) heruntergekühlt wird. 
An der Vakuumleitung ist ein Pulsator angeschlossen. Er steuert die Saug- und Entlastungphasen. Das Vakuum wird mittels einer Vakuumpumpe erzeugt, die elektrisch angetrieben wird. Regelventile regeln das Vakuum und halten es konstant.  
An einer Rohrmelkanlage muss auch ein Reinigungssystem angeschlossen sein. Hier wird ca. 50 °C heißes Wasser mit Desinfektionsmitteln in die  Milchleitungen und die Melkwerkzeuge gespült, danach wird mit Trinkwasser nachgespült.